# 中国农工民主党湖北省委员会
中国农工民主党湖北省委员会，简称农工党湖北省委、湖北农工党，是中国农工民主党在湖北省的地方组织。